# Liga Independente Verdadeira Raízes das Escolas de Samba
A Liga Independente Verdadeira Raízes das Escolas de Samba (LIVRES) foi uma liga de carnaval que organiza seus desfile das séries B e C na Estrada Intendente Magalhães, na cidade do Rio de Janeiro.

## História
A LIVRES foi criada em 20 de junho de 2019, mesmo dia em que a Liga Independente das Escolas de Samba do Brasil realizava seu sorteio da ordem de desfile para o carnaval de 2020. Oito escolas de samba (Alegria da Zona Sul, Acadêmicos do Engenho da Rainha, Arame de Ricardo, Siri de Ramos, Tradição, União do Parque Curicica, Unidos de Lucas e Vizinha Faladeira) rompem com a LIESB e decidem alcançar melhor transparência no carnaval da Intendente Magalhães. Na sua primeira apresentação, Raphaela Nascimento foi empossada como presidente da liga. Em resposta a criação da LIVRES, a LIESB anuncia a fusão da Série B com a Série C, formando assim o Grupo Especial da Intendente Magalhães e criando o maior impasse acerca de quem administraria a terceira divisão do Carnaval Carioca, pois a entidade alegava que era maioria da Série B e até pensava em levar seu desfile de volta ao Sambódromo.
Após meses de brigas sobre quem teria a exclusividade de gerir a terceira divisão e as saídas de Caprichosos, Curicica e Engenho da Rainha para a LIESB, a Riotur, em decisão conjunta, homologou a LIVRES desfilando na terça-feira de carnaval, após o Grupo Especial da Intendente Magalhães. Após a definição, as entidades que compõem a LIVRES foram banidas da LIESB e a direção da entidade questionou novamente a criação do Grupo Especial da Intendente Magalhães e a forma de tratamento da LIERJ com a LIESB.
Após o carnaval de 2020, a LIVRES recebe as filiação de mais 12 escolas, entre elas Feitiço do Rio, Boi da Ilha do Governador,  Pingo D'Água, Mensageiros da Paz e Garras do Tigre - a Canários das Laranjeiras chegou a se filiar em julho de 2020, mas se retirou da entidade para continuar desfilando como bloco. Ao mesmo tempo, Arame de Ricardo e Alegria da Zona Sul deixam a LIVRES e posteriormente se filiam a LIESB (depois renomeada para Superliga Carnavalesca do Brasil). Depois do carnaval de 2022, Boi da Ilha, Feitiço Carioca, Unidos de Lucas, Chatuba de Mesquita e Vilar Carioca também deixaram a LIVRES para retornar à Superliga.
Após os desfiles de 2023, ficou decidido através de acordo que a LIVRES não atuaria mais como liga de carnaval e suas agremiações se filiariam a Superliga Carnavalesca do Brasil a partir do desfile de 2024. A dissolução da LIVRES foi concluída no início do ano seguinte, com a divulgação das escolas que desfilariam no Grupo de Avaliação.

## Presidentes
| #  | Nome                | Início | Término |
| 1º | Raphaela Nascimento | 2019   | 2021    |
| 2º | Rodrigo Amaral      | 2021   | 2022    |
| 3º | Raphaela Nascimento | 2022   | 2023    |